# Marbre de Carrare
Pour les articles homonymes, voir Carrare.

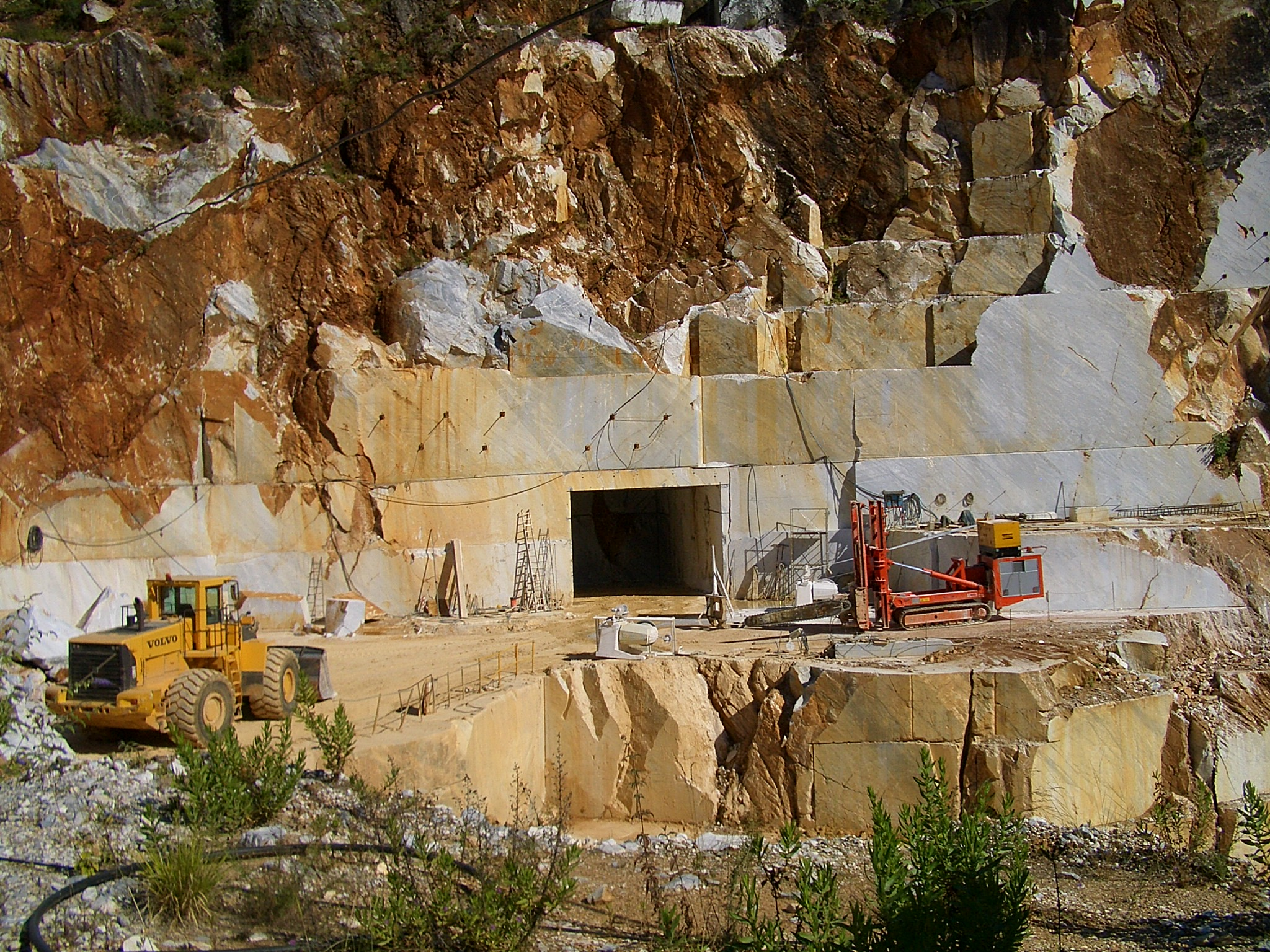
Carrière de marbre de Carrare.

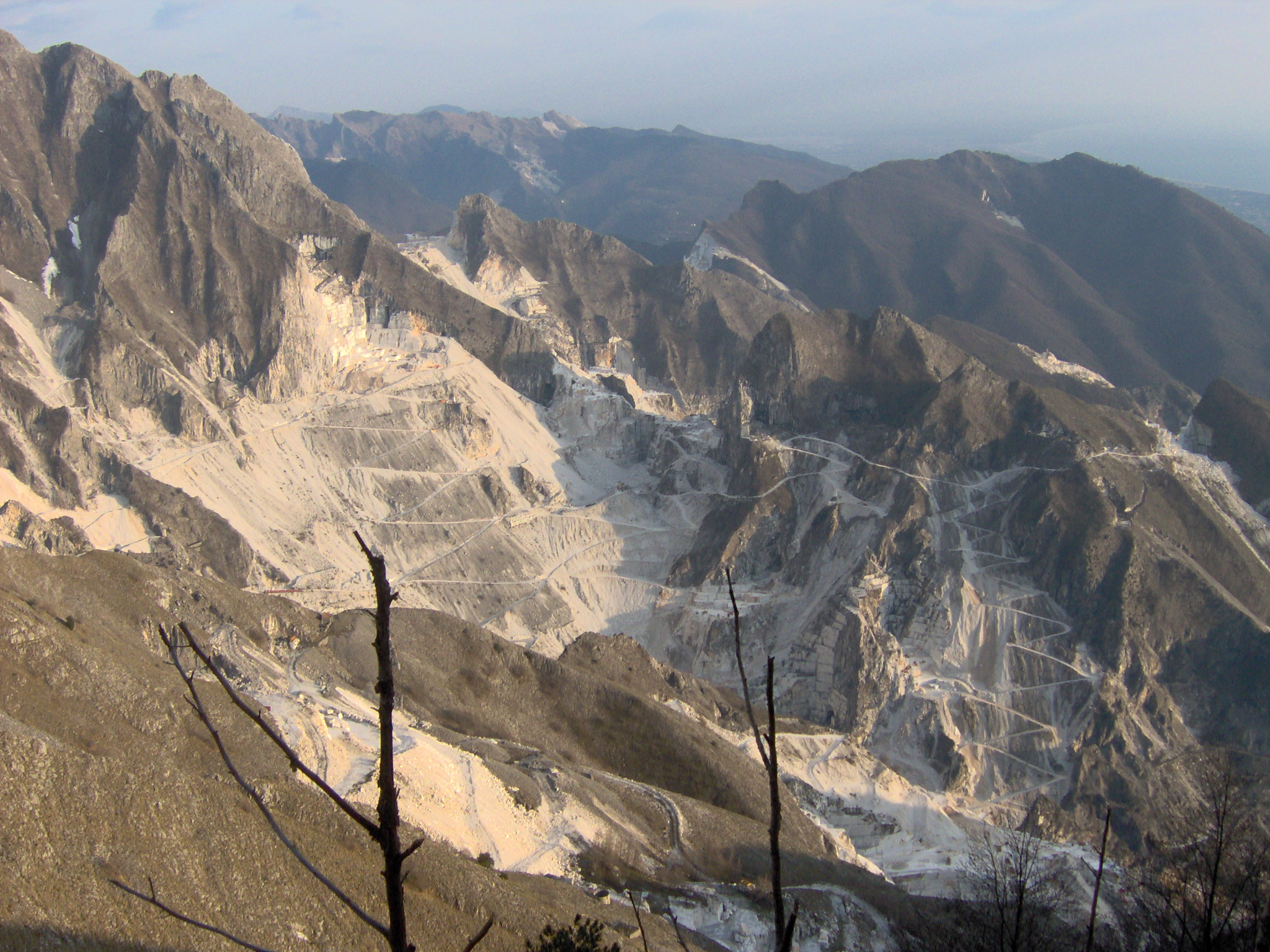
Les carrières vues depuis un sommet.

Le marbre de Carrare (en italien : marmo di Carrara) ou marbre de Luna (en latin : marmor Lunensis) est un type de marbre parmi les plus prisés pour sa blancheur sans trop de veinage. Il est extrait depuis l'Antiquité des carrières des Alpes apuanes sur le territoire de Carrare.

## Histoire
Les carrières de marbre étaient probablement[réf. souhaitée] utilisées durant l'âge du bronze par les habitants primitifs de la région, pour produire des ustensiles variés, objets décoratifs et  commémoratifs à inclure dans les sarcophages avec les défunts.
Avec les Romains se développe la véritable extraction, et, à partir de l’époque de Jules César (48-44 av. J.-C.), elle fournit des blocs de marbre blanc pour les constructions publiques de Rome et de nombreuses demeures patriciennes. L'exportation se fait par le port de Luna, d’où son nom de marmor Lunensis (« marbre de Luna »).
À partir du Ve siècle, l'activité extractive subit une période de « pause » à la suite des invasions barbares. Ensuite, avec le développement du christianisme, le marbre subit une grosse demande pour l’édification et l’aménagement interne des édifices religieux. L’activité fervente des carrières est due avant tout aux « Maîtres », parmi lesquels Giovanni et Nicola Pisano, qui l’utilisent pour leurs œuvres en Italie centrale. 
Au Moyen Âge, la plupart des carrières appartenaient au marquis Malaspina qui les louait à son tour à des familles de maîtres de Carrare qui géraient à la fois l'extraction et le transport du précieux matériau. Certains d'entre eux, comme les Maffioli, qui louèrent des carrières au nord de Carrare, dans la région de Torano, ou, vers 1490, Giovanni Pietro Buffa, qui acheta du marbre à crédit aux carriers locaux et le revendit ensuite sur le marché vénitien, purent pour créer un réseau commercial dense, exportant le marbre même vers des destinations éloignées. Pour ne citer qu'un exemple, à partir de 1474, d'abord les Maffioli, puis les Buffa, fournirent le marbre de la façade de la chartreuse de Pavie, s'occupant également du transport du matériel qui, par bateau, après avoir fait le tour de l'Italie, atteignit le chantier du monastère après avoir remonté le Pô et le Tessin en bateau. À partir du XVIe siècle, des tailleurs de pierre-marchands génois entrent également dans ce commerce florissant.
Puis le marbre est utilisé par Michel-Ange pour ses sculptures ; celui-ci vient personnellement choisir les blocs pour réaliser ses œuvres, mais, pour  son David, si le bloc provient bien de Carrare, il a suivi un chemin détourné parmi plusieurs sculpteurs (Agostino di Duccio et Antonio Rossellino) pour enfin finir dans l'atelier de Michel-Ange, moins rebuté par les défauts du bloc.

## Les carrières

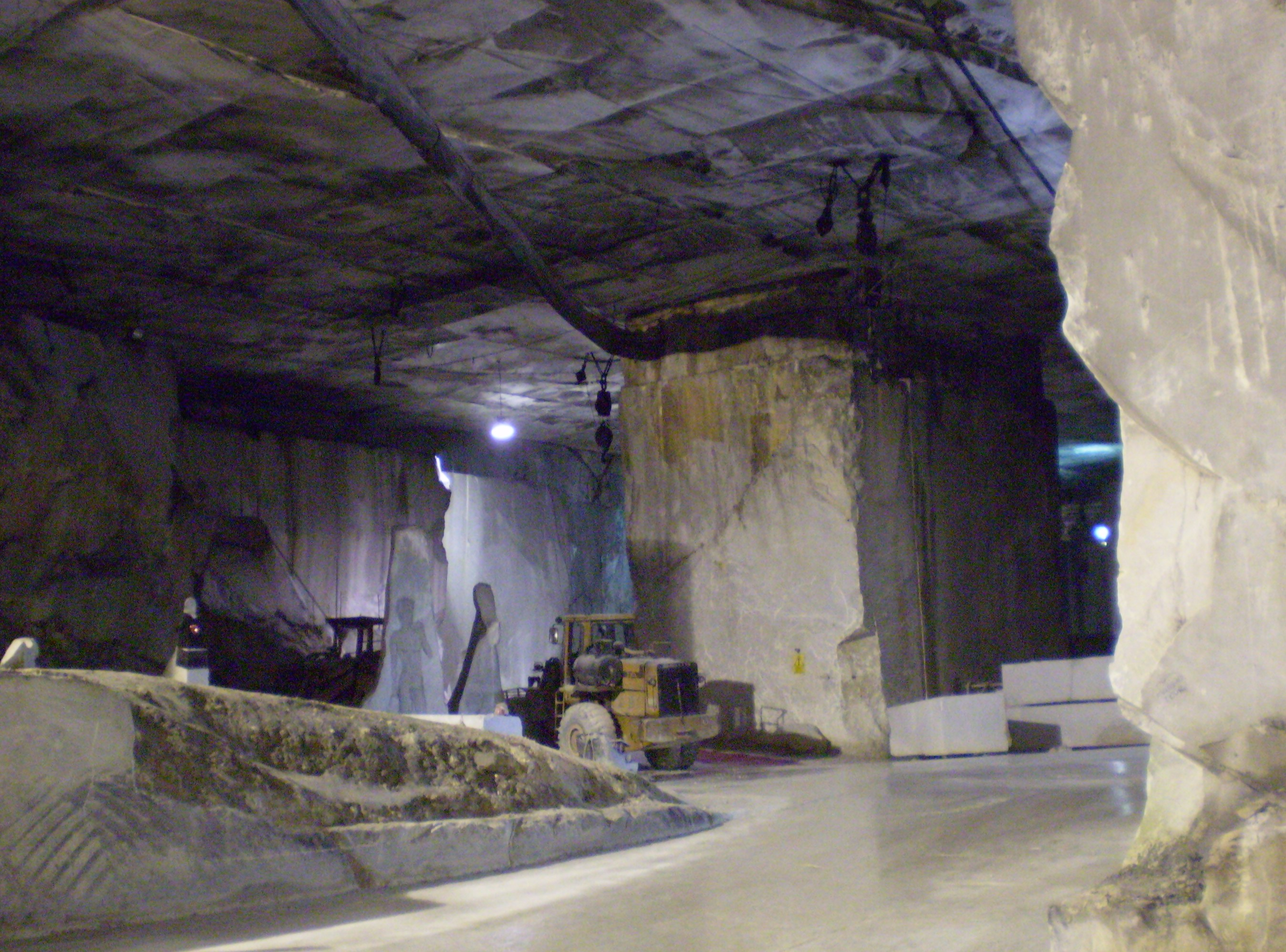
Carrière encavée de Fantiscritti.

Les carrières sont de deux types : fermées ou à ciel ouvert.
Selon le mode d’extraction, la profondeur de prospection des parois blanches, l’espace occupé et la précision symétrique des gradins ou balcons, rappellent l’image d’un amphithéâtre ou d'un cirque naturel.

## Excavation et travail du marbre

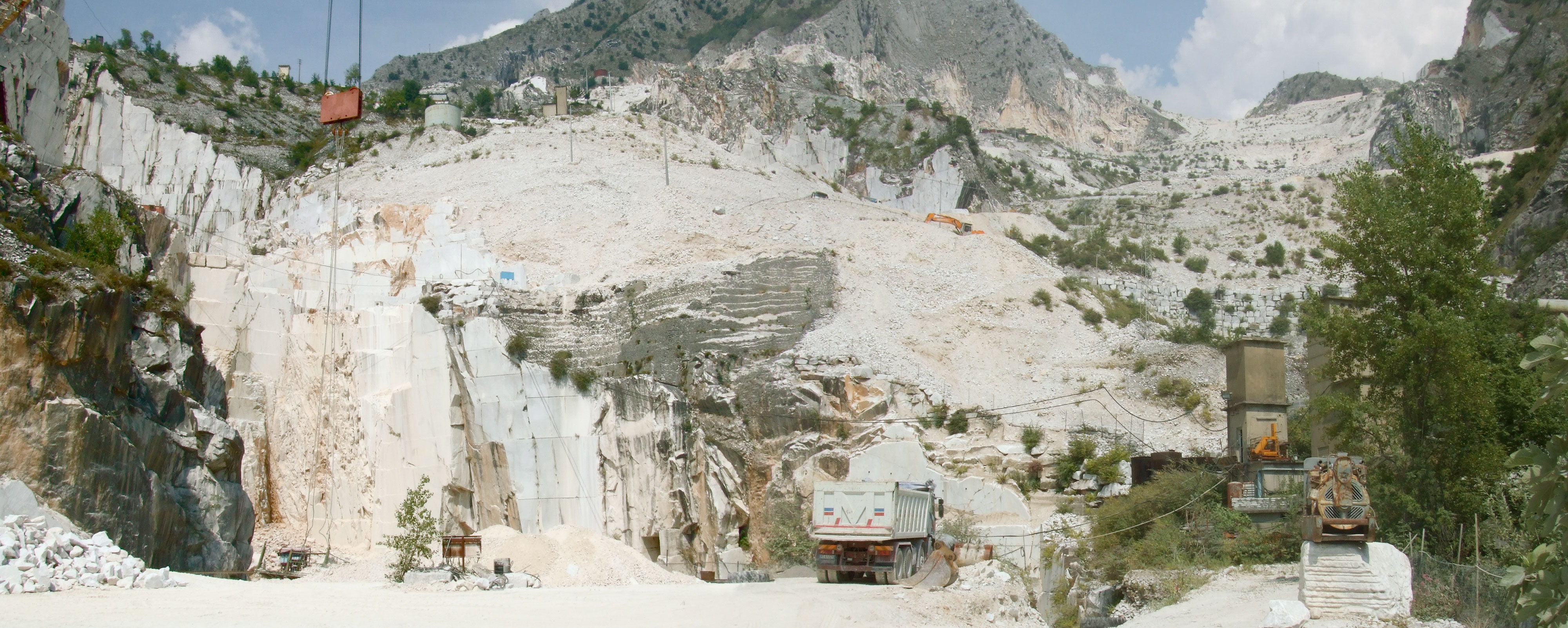
Carrière de marbre à ciel ouvert.

L’excavation du marbre dans les Alpes apuanes, a subi au cours du temps une profonde transformation.
Anciennement, l’excavation se faisait avec des méthodes et des outils très rudimentaires, pour une grande dépense de temps et de travail pour obtenir un modeste résultat. Le travail, essentiellement manuel, était dévolu à une main-d’œuvre constituée en grande partie par des condamnés aux travaux forcés, esclaves et chrétiens.
Les premiers mineurs exploitaient les fissures naturelles de la roche, dans lesquelles un coin de bois de figuier était inséré et arrosé de manière que la dilatation naturelle provoque le détachement du bloc.
Pour obtenir des blocs de dimensions fixées, les Romains utilisaient la méthode du « panel » en pratiquant dans le bloc choisi, le long de la ligne de taille, une saignée profonde de 15–20 cm dans laquelle s’inséraient des coins métalliques qui, après un martèlement continu, détachait des blocs de 2 m d’épaisseur.

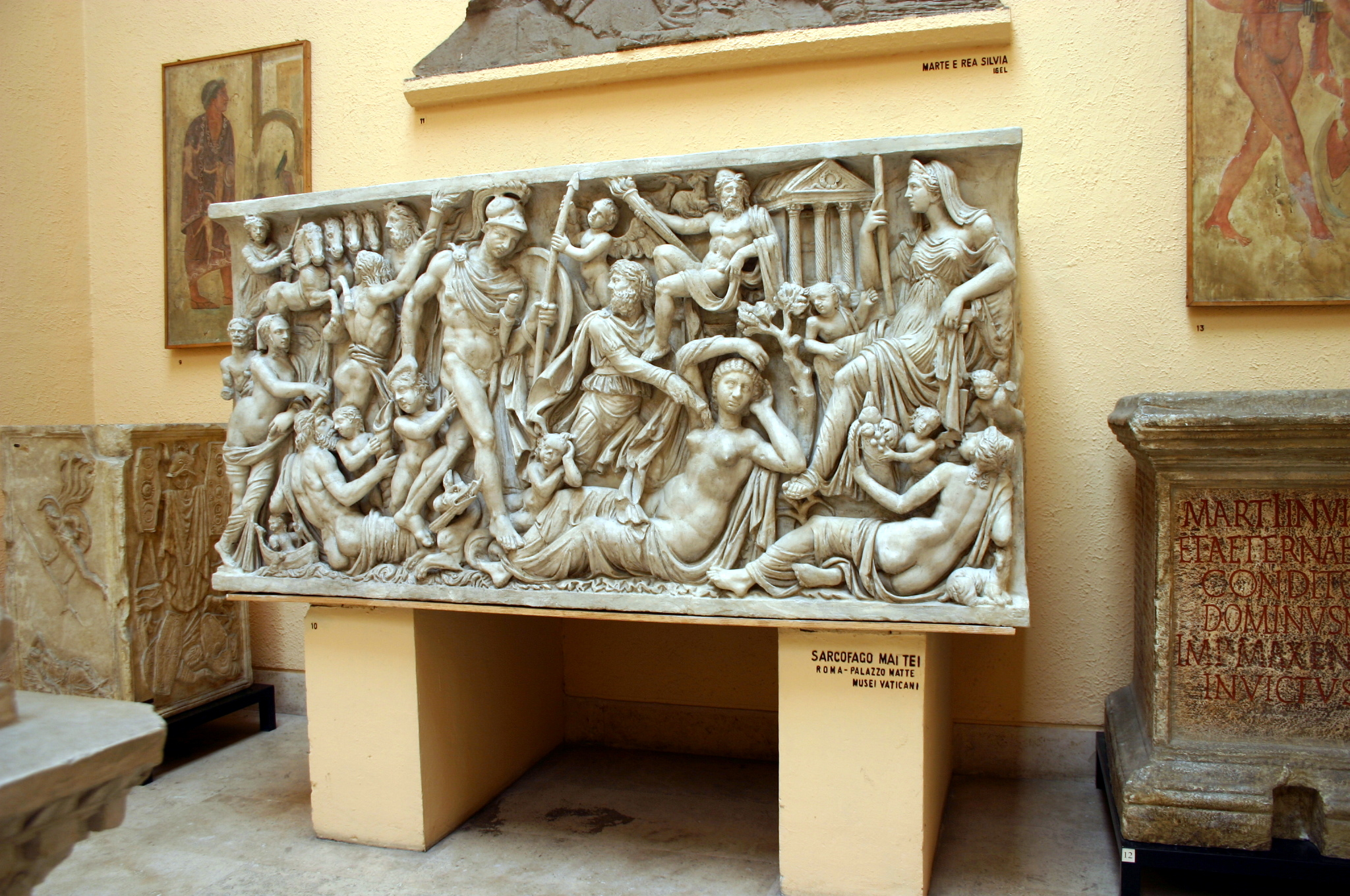
Un exemple d'ouvrage romain en marbre de Carrare: le Sarcophage de Mars et Rhéa Silvia, illustré ici par l'intérmédiaire de sa copie en plâtre.

Une telle technique d’excavation et de travail, comme le sciage manuel, est restée inchangée même après la découverte de la poudre noire, dont l’emploi s’avéra plus néfaste qu’utile ; en effet le marbre était si souvent endommagé qu’il en perdait sa valeur commerciale.
Ce n’est que plus tard, avec l’utilisation des mines avec la méthode appelée navata en Italie, qui signifie lancé de navire par similitude au lancement d'un navire par le travers. Cette méthode (aussi appelée à la française) consistait à un « dynamitage successif contrôlé » (un événement qui laissait tous les ouvriers le souffle coupé), il était possible de détacher une grande quantité de marbre sans endommager la matière. Le bloc, détaché de la montagne, basculait sur le côté sur un lit de gravats qui amortissait le choc.

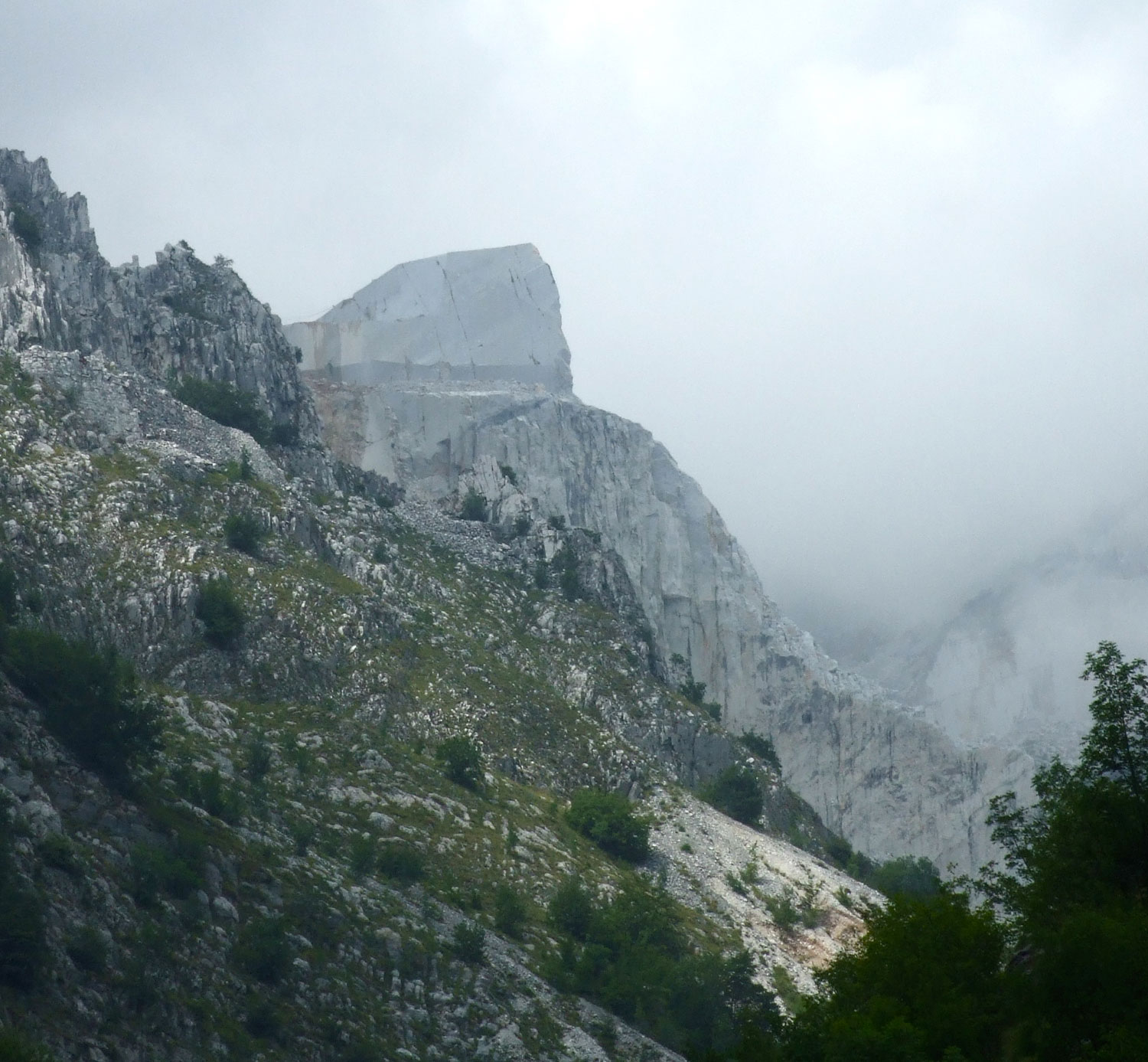
Sommet découpé et exploité en carrière à ciel ouvert.

La vraie et grande révolution de la technique d’extraction arrive à la fin de 1800 avec l’invention du fil hélicoïdal et de la poulie pénétrante. Le fil d’acier est un câble de 4–6 mm de diamètre, obtenu par la torsion en hélice de trois fils. Les rainures ainsi formées par les torons ont la fonction de transporter et de distribuer, le long de l’entaille faite par le câble, l’eau et le sable siliceux qui sert d’abrasif. Le fil hélicoïdal long de plusieurs centaines de mètres, disposé en circuit fermé par l’intermédiaire de poulies fixées sur des supports, se déplace à la vitesse de 5–6 m/s et incise le marbre au rythme de 20 cm par heure. La poulie pénétrante est un disque d’acier muni d’une denture diamantée.
Enfin, arriva le fil diamanté, la technique aujourd'hui en usage, mais dont la facilité d’utilisation provoqua, au début, de graves problème de sécurité. Toutes ces techniques utilisent une abondante quantité d'eau comme lubrifiant.

## Le transport du marbre

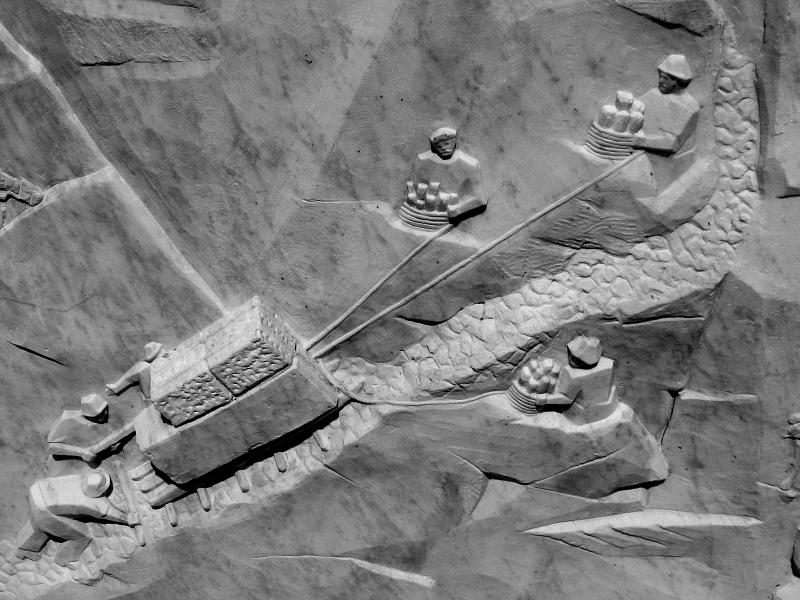
Détails du Monumento al cavatore à Colonnata représentant une scène de lizzatura.

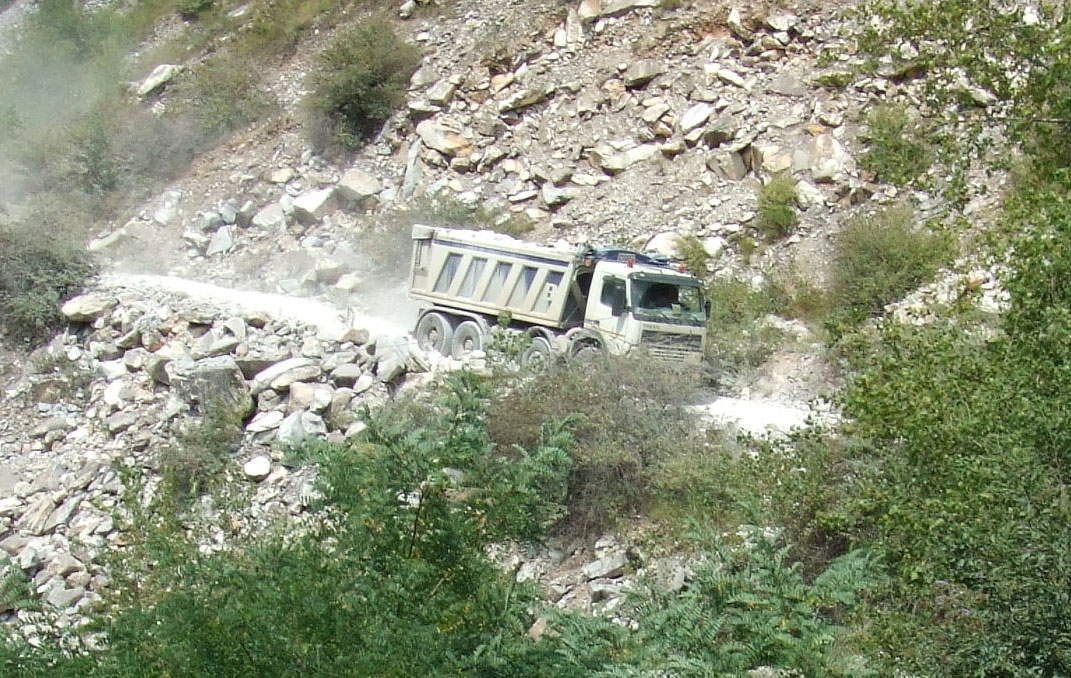
Camion des carrières dévalant les pentes.

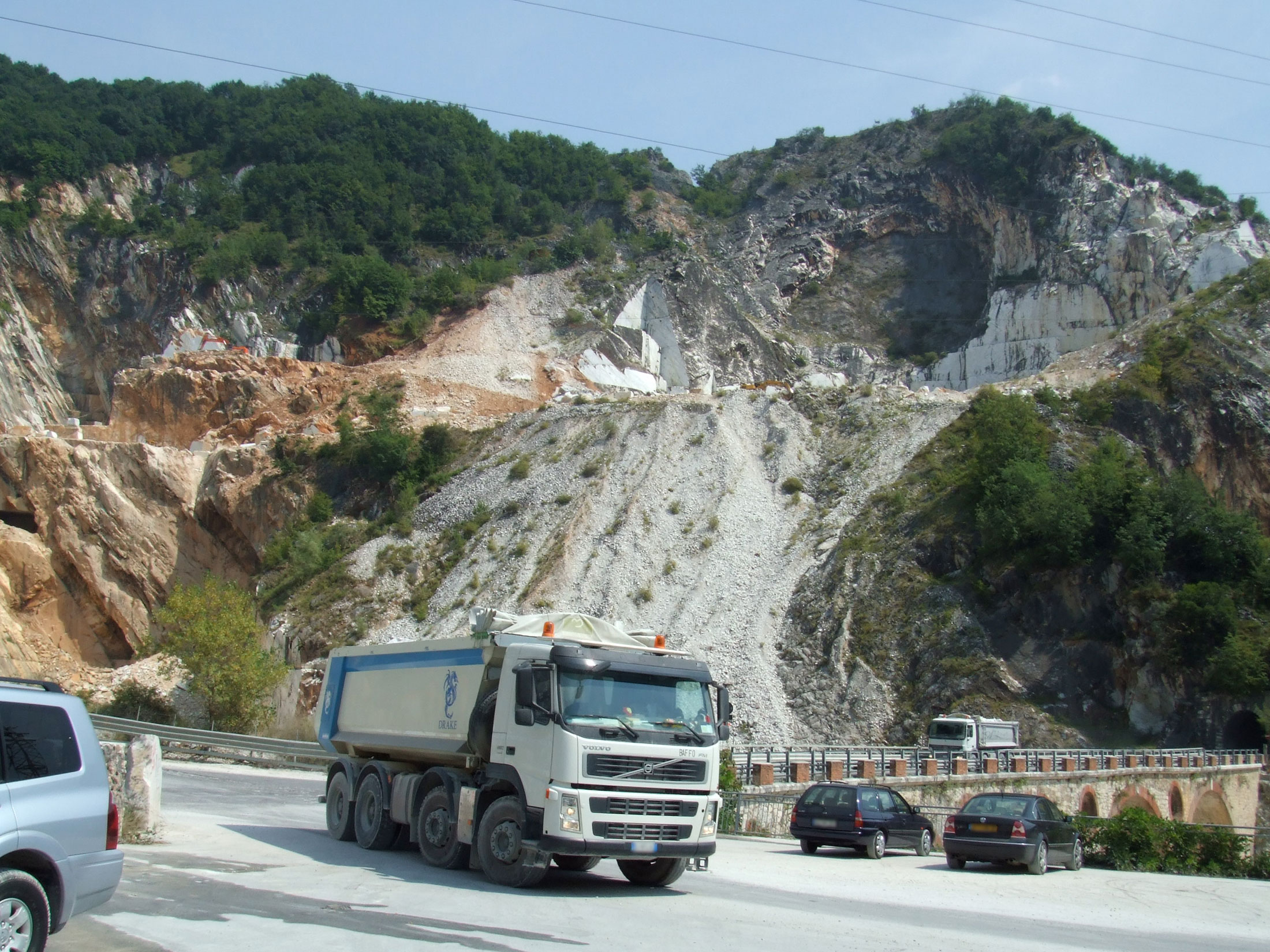
Viaduc ferroviaire transformé en route.

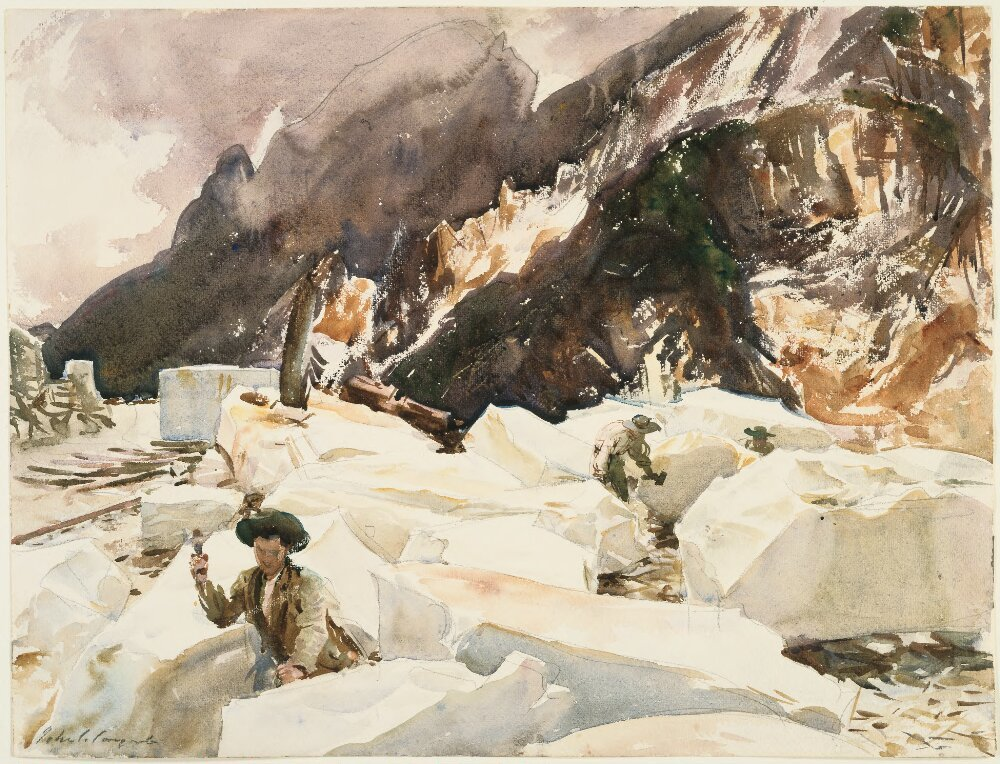
Travail sur des blocs de marbre, aquarelle de John Singer Sargent (1911).

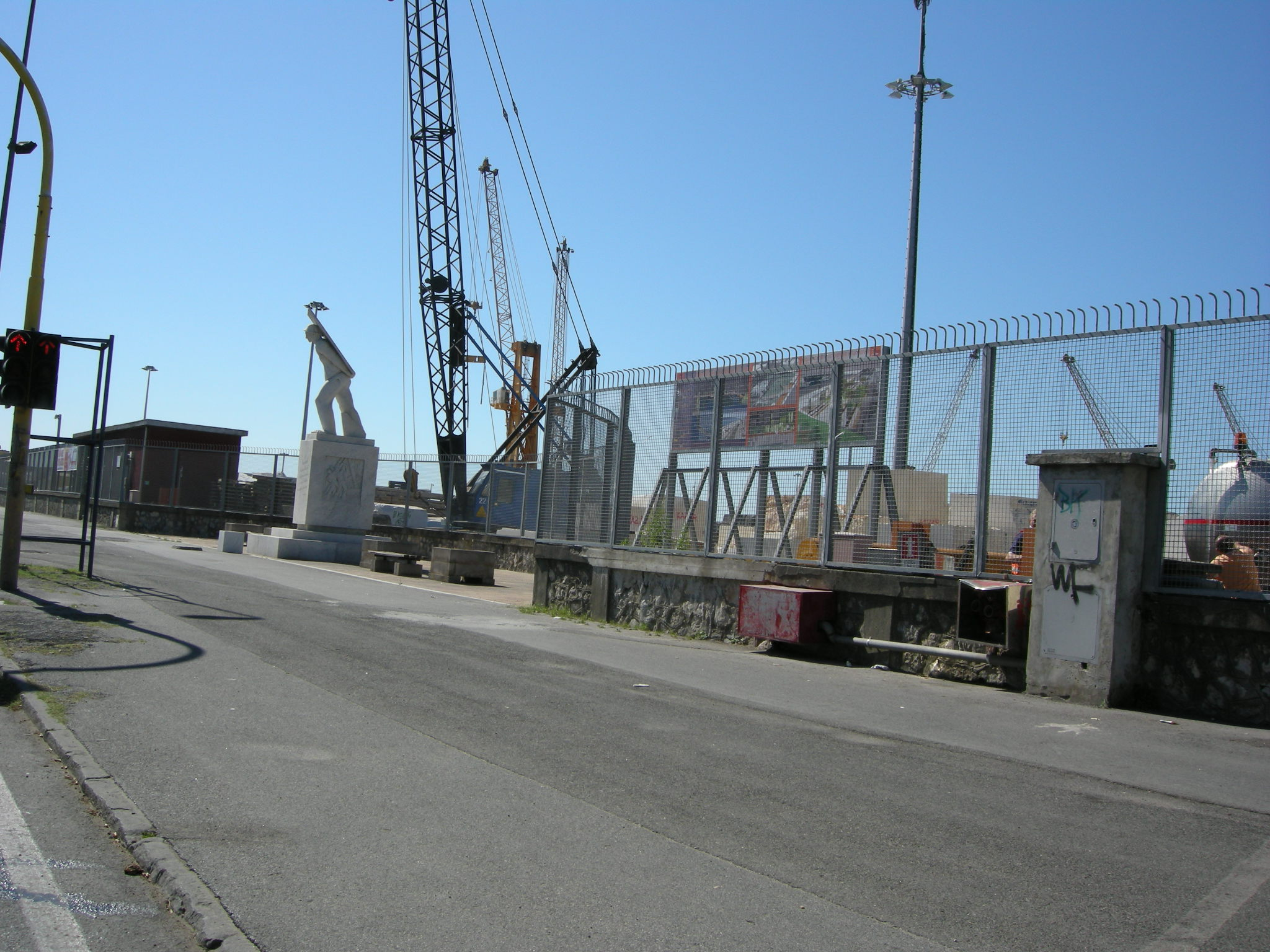
Port maritime de Carrare et monument aux dockers-chargeurs spécialisés au chargement du marbre.

Une fois extraits en forme, les blocs doivent être descendus dans la vallée entre les coulées de gravas de marbre. La descente des blocs le long des pentes des carrières, qui représentait une entreprise riche en risques et problèmes techniques, a été réalisée avec des méthodes toujours plus sophistiquées au fil du temps et a progressé suivant les conditions économiques et sociales dans la région.
La première méthode consistait à faire rouler les blocs le long des pentes, sans aucun contrôle, jusqu’à leur arrêt sur un tas de gravas. Cette méthode, très pratiquée dans les  temps anciens, était si dangereuse qu’une loi l’interdit quand fut trouvée la méthode de la lizzatura ou du glissoir.
La lizzatura est une méthode traditionnelle de transport du marbre, encore pratiquée au début du XXe siècle. Le bloc fixé sur un support de bois, un peu comme sur un traîneau, était accroché à un système de cordage et une équipe d’ouvriers en contrôlait la descente. Ce travail, qui occupait une douzaine d’ouvriers, était très risqué. À l’avant du chargement, le chef opérateur donnait ses ordres et contrôlait la manœuvre. La via di lizza était constituée de rondins de bois de cerisier, que le plus jeune des ouvriers enduisait de savon. En amont, un ouvrier  était chargé de l’opération la plus délicate, qui consistait au relâchement progressif et calculé de la corde de maintien pour que le bloc ne prenne pas de vitesse exagérée et ne devienne un danger pour les ouvriers. Cette opération se terminait en bas, le bloc était chargé sur un chariot traîné par des bœufs et amené sur le chantier, à la scierie ou au port de Carrare.
À partir de la fin du XIXe siècle, la construction de voies ferrées (voie ferrée privée de Carrare) permit le transport du marbre par rail, puis les chariots et les bœufs furent progressivement remplacés par des moyens tractés sur pneus.
Construite entre 1876 et 1890, la voie ferrée reliait les principaux centres de stockage des blocs des trois bassins marbriers carrarais : Torano, Miseglia et Colonnata, avec les scieries de la plaine, le port et les voies ferrées nationales.
La construction du tracé représenta une entreprise d’ingénierie considérable étant donné les moyens de l’époque : il y avait un dénivelé de 450 mètres sur 22 km de distance avec une pente de 6 %, en traversant un grand nombre de ponts ferroviaires.
La marbrerie opéra le long du réseau routier, mais le besoin de voies montagneuses plus nombreuses et le bilan économique donnèrent l'avantage au transport par engins motorisés sur pneus. La voie ferrée cessa son activité en 1964 ; son tracé fut démantelé et partiellement transformé en route.
Le transport routier commença progressivement en 1920, avec le développement et la modernisation des routes directes vers les bassins d’extraction. Les premiers moyens de transport mécaniques furent des tracteurs. À partir de l’après-guerre, les transports sur pneus devinrent prédominants avec les gros camions.

## Destination du marbre extrait
On distingue diverses qualités de marbres, en rapport avec le lieu et la couche d'extraction, en particulier le marbre « statuaire », plus homogène, et le marbre « ordinaire », réputé plus résistant aux intempéries. Une grande partie du marbre reste sous forme de blocs bruts qui sont envoyés directement au port maritime, qui assure aujourd’hui la majeure partie des expéditions, surtout vers l’étranger. Presque tout le marbre restant est transformé en plaques de diverses épaisseurs, puis polies selon leurs utilisations.
Pour les opérations de sciage et lustrage, la province de Carrare dispose d’une centaine de scieries, en mesure de fournir tous les besoins mondiaux.
Une partie du marbre extrait des carrières est travaillée dans les ateliers de sculpture de Carrare, Massa, Pietrasanta et de zones limitrophes. À Carrare, un Institut professionnel d’État pour l'industrie et l’artisanat du marbre forme des professionnels.

## Attrait artistique et touristique

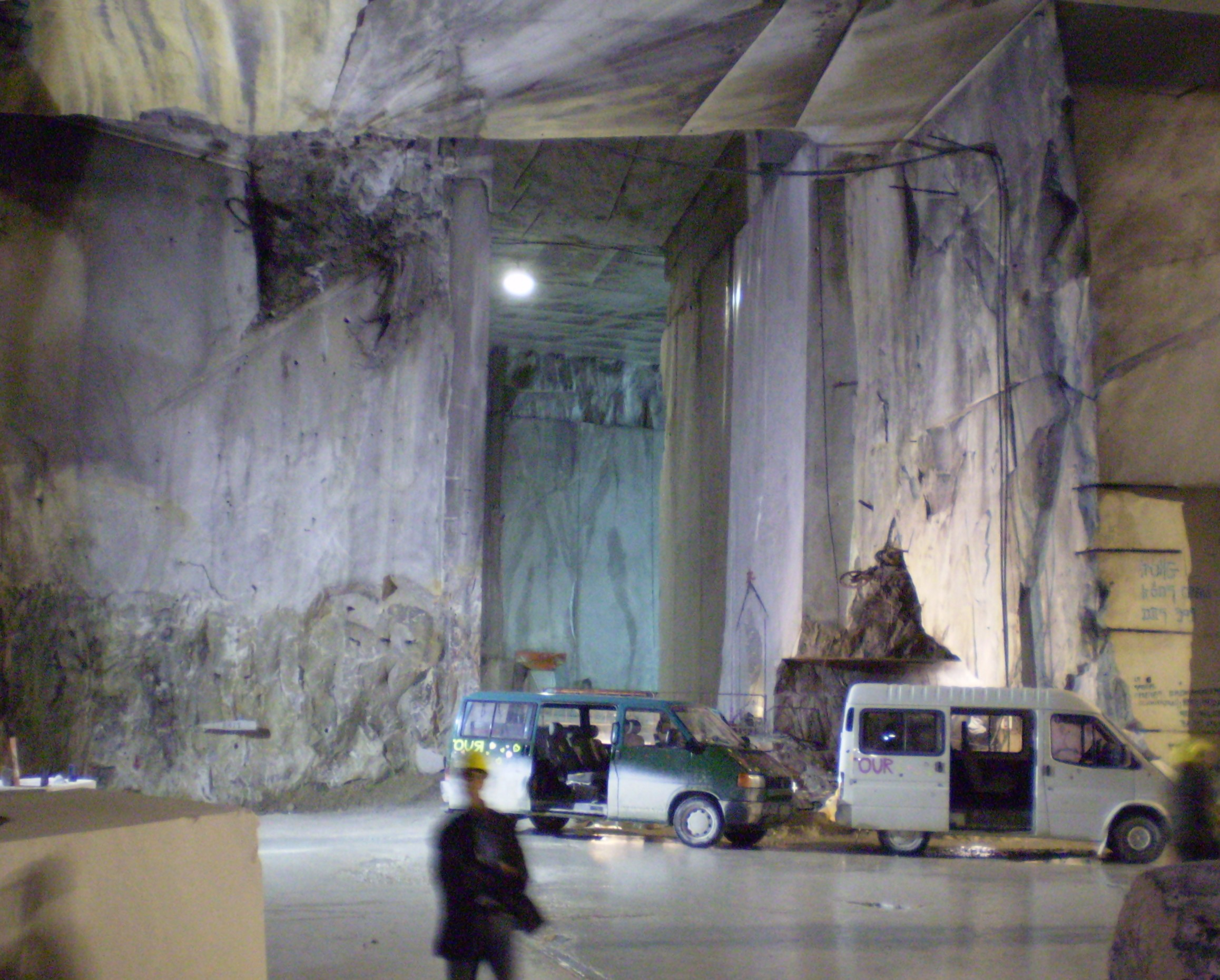
Bus des visites de la carrière encavée de Fantiscritti.

Les lieux sont en partie accessibles au public (visite de carrières encavées : les cava di marmo di Fantiscritti et cava di marmo di Colonnata). Les routes d'accès, tunnels et viaducs sont pratiquement tous praticables aux voitures particulières, qui peuvent s'intercaler dans les trains de camions circulant  (très rapidement) sur  les flanc exploités de la montagne apuane, vers le village de Massa-Carrara. Seuls les chemins d'exploitation sont réservés aux camions et engins de chantier.
Une fine poussière de marbre recouvre les chemins (et ceux qui les empruntent).
De nombreuses boutiques et ateliers proposent des objets en marbre aux touristes. Certains d'entre eux ramènent également des débris de marbre récupérés des nombreuses décharges longeant les chantiers.
À Stadio, un musée est consacré au marbre.
Quelques ateliers de sculpture subsitent dans la région.
Une exposition, nommée Marmi-Macchine, située entre Massa et Marina di Massa, est consacrée aux différentes techniques et industries d'extraction.

## Critiques
Depuis le XIXe siècle, les conditions de travail dans les carrières sont pointées du doigt pour leur pénibilité et leur dangerosité.
Au début du XXIe siècle, les carrières de Carrare sont l'objet de critiques concernant leur impact sur l'environnement, notamment la surexploitation pour produire du carbonate de calcium, et l'opacité de leur économie,,,.